# Marcus Becker
Marcus Becker (ur. 11 września 1981 w Halle (Saale) – niemiecki kajakarz górski.
Razem ze Stefanem Henze zdobył srebrny medal w dyscyplinie C-2 na Letnich Igrzyskach Olimpijskich 2004 w Atenach. Becker wygrał złoty (C2: 2003), 4 srebrne (C2: 2006, C2 drużynowo: 2003, 2006, 2009) i brązowy medal (C2: 2005) mistrzostw świata w kajakarstwie górskim, a także złoto i 2 srebra mistrzostw Europy w kajakarstwie górskim.
Przez całą karierę jego partnerem drużynowym w konkurencji C2 był Stefan Hanze.